# TT Assen 1955
De TT van Assen 1955 was de zesde Grand Prix van het wereldkampioenschap wegrace-seizoen 1955. De races werden verreden op zaterdag 16 juli 1955 op het Circuit van Drenthe vlak bij Assen. In deze Grand Prix bracht men alle klassen aan de start: 500 cc, 350 cc, 250 cc, 125 cc en de zijspanklasse. Tijdens de TT van Assen werden de wereldtitels in de 500cc,- de 350cc- de 125cc- en de zijspanklasse beslist.

## Algemeen

### Nieuw circuit
In 1954 had de Stichting Circuit van Drenthe nog lof van de FIM gekregen voor de verbeteringen die aan het oude, 16,5 km lange circuit waren aangebracht. Dat had al vrij veel geld gekost en betrof alleen de meest noordelijke zeven kilometer, die in de gemeente Assen lagen. In de eerste plaats ging het om de nieuwe provinciale weg van Bartelds Bocht tot Hooghalen waardoor naast de gemeente Assen ook de provincie Drenthe betaalde. Hier werd het circuit op zeven meter breedte gebracht, maar in de gemeente Beilen bleef de breedte drie meter met bomen dicht langs de weg en werd alleen de klinkerbestrating in Hooghalen vervangen. Het getouwtrek om geld, waarbij de gemeente Beilen zich duidelijk achtergesteld voelde ten opzichte van de provinciehoofdstad Assen, eindigde in een nieuw, semi-permanent circuit geheel op Assense gemeentegrond en met een breedte van zeven meter, waardoor voor het eerst ook de zijspanklasse kon aantreden. 

### Jubileum
Met het in zeer korte tijd gerealiseerde circuit kon de TT-commissie, die uiteindelijk besloten had ook een groot deel van de kosten voor haar rekening te nemen, de 25e TT van Assen tot een groot feest maken. Dat feest werd echter verstoord door een rijdersstaking in de 350cc-klasse en een dreigende staking in de 500cc-klasse.

### Rijderstaking
(Meest waarschijnlijke gang van zaken, opgetekend door Otto Kuipers in Het Motorrijwiel 2015 nr. 138, o.a. na gesprekken met coureur Jack Ahearn.)
Al tijdens de trainingen ontstond er onrust in het rennerskwartier, waar vooral Australische, Nieuw-Zeelandse en Britse privérijders kampeerden. Hoewel het circuit nieuw was, waren deze coureurs helemaal niet te spreken over de armoedige omstandigheden waaronder ze moesten werken. Onder hen was Keith Campbell, die niet eens had willen inschrijven omdat hij liever deelnam aan lucratieve internationale races met hogere start- en prijzengelden. Hij was benaderd door de TT-organisatie, waarschijnlijk na zijn derde plaats in de GP van België. Er was met hem geen startgeld afgesproken (de meeste rijders hadden de afspraak in hun inschrijfformulier staan: 400- tot 700 gulden voor starts in twee klassen). In Assen zou hij alleen in de 350cc-klasse kunnen starten, omdat hij in Schotten twee blokken kapot had gedraaid en er slechts één kon repareren. Men bood hem voor één start 300 gulden. Daar was Campbell niet tevreden mee, temeer omdat hem dat pas op het circuit werd meegedeeld en hij in België zo sterk had gereden. Campbell en zijn helper Bob Edmonds werden zo de initiatiefnemers van de rijdersstaking in de 350cc-klasse. Die vond plaats één ronde na de start van de 350cc-klasse om 11.30 uur. De meeste 350cc-coureurs stonden ook voor de 500cc-klasse ingeschreven en het was voor de organisatie belangrijk om een herhaling tijdens die race te voorkomen. Zo kon er tot 16.15 uur, de starttijd van de 500cc-race, onderhandeld worden. De Australiërs benaderden Geoff Duke om voor hen te lobbyen bij het TT-bestuur. Duke zette hun argumenten kracht bij door te dreigen dat ook het fabrieksteam van Gilera niet van start zou gaan. Hij had daarover al overlegd met Reg Armstrong, Alfredo Milani en Giuseppe Colnago. MV Agusta werd niet in de plannen betrokken, maar begon wel de motorfietsen in de vrachtauto te laden toen men hoorde van de staking. Zo groeide een relatief kleine actie van twaalf privérijders eigenlijk buiten proportie. Uiteindelijk ging de organisatie vlak voor de 500cc-race overstag en ze betaalde in totaal 19.000 gulden aan extra startgelden uit, niet alleen aan de stakers, maar aan alle deelnemers. Voor de coureurs het geld kregen moesten ze een verklaring ondertekenen dat ze de verhoging van het startgeld onder dreiging van een staking hadden afgedwongen én dat hun verklaring zou worden gebruikt om het gebeurde aan Commission Sportive Internationale van de FIM te rapporteren. 

#### Nasleep van de staking
Tijdens de Ulster Grand Prix verenigden de coureurs zich in de Professional Riders Association, die hun belangen zou vertegenwoordigen. Ze moesten zich in Augustus verdedigen tegenover de sportcommissie van de Koninklijke Nederlandse Motorrijders Vereniging. De meesten lieten zich vertegenwoordigen door Norman Dixon van de Auto-Cycle Union of door coureur Phil Heath. De commissie deed geen uitspraak en legde de zaken tijdens het najaarscongres van de FIM voor, maar die verwees het door naar de Commission Sportive Internationale. Hierin zat echter minstens één belanghebbende uit de TT-organisatie: voorzitter Piet Nortier. Het eindrapport was al opgesteld (door Nortier) en de aanwezige coureurs (Geoff Duke, Reg Armstrong, Tony McAlpine en Phil Heath) mochten het lezen en kregen twee uur de tijd om hun verdediging op te bouwen. Dat had geen zin. Van de acht landenvertegenwoordigers in de commissie stemde alleen Ierland tegen de straffen voor de coureurs. Opmerkelijk was dat de ACU, die voor de Britten, de Australiërs en de Nieuw-Zeelanders zou opkomen, ook voor stemde. Het gevolg was dat Jack Ahearn, Bob Brown, Keith Campbell, Peter Davey, Geoff Duke, John Hemplemann, Eric Houseley, Bob Matthews, Tony McAlpine, Peter Murphey en Barry Stormont 6 maanden geschorst werden met ingang van 1 januari 1956. Giuseppe Colnago, Umberto Masetti en Alfredo Milani kregen 4 maanden schorsing alleen al omdat ze met de stakers gesympathiseerd hadden. Dit alles wierp de 500cc-wereldtitel van het seizoen 1956 in de schoot van John Surtees en MV Agusta. Jaren later - in 2000 - verklaarde Geoff Duke over het gebeurde dat de situatie niet zou zijn geëscaleerd als zijn teammanager Piero Taruffi aanwezig was geweest. Die had de zaak met het TT-bestuur kunnen oplossen zonder de Gilera-rijders erbij te betrekken. 

## 500cc-klasse
Na alle consternatie tussen de 350- en de 500cc-race gingen de coureurs rond half vijf van start, aanvankelijk aangevoerd door Reg Armstrong. Na zes ronden nam Geoff Duke de leiding over om uiteindelijk met ruim een halve minuut te winnen. Achter Armstrong was Drikus Veer, met de reserve-Gilera 500 4C van Duke, van de elfde plaats opgeklommen naar de derde, waar hij in gevecht was met Umberto Masetti. Drie ronden voor de finish maakte Veer een foutje waardoor Masetti alsnog derde werd. Drikus Veer was de eerste Nederlander die in de 500cc-klasse punten scoorde. Voor Geoff Duke was de dag nog beter: hij was nu al zeker van zijn zesde wereldtitel.
| Pos | Coureur           | Merk      | Ronden | Tijd      | Punten |
| --- | ----------------- | --------- | ------ | --------- | ------ |
| 1   | Geoff Duke        | Gilera    | 27     | 1:37"03'9 | 8      |
| 2   | Reg Armstrong     | Gilera    | 27     | +35'3     | 6      |
| 3   | Umberto Masetti   | MV Agusta | 27     | +2"05'3   | 4      |
| 4   | Drikus Veer       | Gilera    |        |           | 3      |
| 5   | Bob Brown         | Matchless |        |           | 2      |
| 6   | Eddie Grant       | Norton    |        |           | 1      |
| 7   | Piet Bakker       | Norton    |        |           |        |
| 8   | Hans-Günter Jäger | Norton    |        |           |        |
| 9   | Priem Rozenberg   | BMW       |        |           |        |
| 10  | Phil Heath        | Norton    |        |           |        |
| 11  | Rob Fitton        | Norton    |        |           |        |
| 12  | Piet Knijnenburg  | Matchless |        |           |        |
| 13  | Cas Swart         | Norton    |        |           |        |
| 14  | Alfredo Milani    | Gilera    |        |           |        |
| 15  | Gerrit ten Kate   | Norton    |        |           |        |

| Coureur          | Merk      | Oorzaak |
| ---------------- | --------- | ------- |
| Jack Ahearn      | Norton    |         |
| Bob Matthews     | Norton    |         |
| Eric Houseley    | Matchless |         |
| Jack Forrest     | BMW       |         |
| Peter Davey      | Norton    |         |
| Tony McAlpine    | BMW       |         |
| Giuseppe Colnago | Gilera    |         |
| Anton Elbersen   | Norton    |         |
| Martinus van Son | Norton    |         |
| Barry Stormont   | BSA       |         |
| Frederick Cook   | Matchless |         |
| Peter Murphy     | Matchless | Val     |

| Coureur           | Merk       | Oorzaak      |
| ----------------- | ---------- | ------------ |
| Keith Campbell    | Norton     | Geen machine |
| Ken Kavanagh      | Moto Guzzi |              |
| Auguste Goffin    | Norton     |              |
| Firmin Dauwe      | Norton     |              |
| Léon Martin       | Gilera     |              |
| Ernst Riedelbauch | BMW        |              |
| Walter Zeller     | BMW        |              |
| Jacques Collot    | Norton     |              |
| Pierre Monneret   | Gilera     |              |
| Bill Lomas        | Moto Guzzi |              |
| Bob McIntyre      | Norton     |              |
| Derek Ennett      | Matchless  |              |
| Dickie Dale       | Moto Guzzi |              |
| Jack Brett        | Norton     |              |
| John Clark        | Matchless  |              |
| John Hartle       | Norton     |              |
| John Storr        | Norton     |              |
| Carlo Bandirola   | MV Agusta  |              |
| Duilio Agostini   | Moto Guzzi |              |
| Libero Liberati   | Gilera     |              |
| Nello Pagani      | MV Agusta  |              |
| Orlando Valdinoci | Gilera     |              |
| Tito Forconi      | MV Agusta  |              |

### Top tien tussenstand 500cc-klasse
| Pos | Coureur                     | Merk       | Ptn |
| --- | --------------------------- | ---------- | --- |
| 1   | Geoff Duke (wereldkampioen) | Gilera     | 32  |
| 2   | Reg Armstrong               | Gilera     | 24  |
| 3   | Umberto Masetti             | MV Agusta  | 11  |
| 4   | Carlo Bandirola             | MV Agusta  | 10  |
| 4   | Giuseppe Colnago            | Gilera     | 10  |
| 6   | Libero Liberati             | Gilera     | 6   |
| 6   | Walter Zeller               | BMW        | 6   |
| 6   | Pierre Monneret             | Gilera     | 6   |
| 9   | Tito Forconi                | MV Agusta  | 4   |
| 9   | Ken Kavanagh                | Moto Guzzi | 4   |
| 9   | Léon Martin                 | Gilera     | 4   |

## 350cc-klasse
De 350cc-race ging normaal van start, maar bij de doorkomst na de eerste ronde stuurden twaalf privérijders hun machines de pit in en was deel een van de rijdersstaking een feit. Ook Francis Flahaut, meestal bakkenist van Jean Murit en in de zijspanklasse als vierde geëindigd, reed de pit in, maar het was niet duidelijk of hij dat ook uit protest deed. Ken Kavanagh won de race met slechts 0,2 seconde voorsprong op stalgenoot Bill Lomas, die aan 6 punten wel genoeg had om zich nu al wereldkampioen te mogen noemen. Dickie Dale werd met de derde Moto Guzzi derde voor August Hobl, die met de DKW RM 350 in het begin nog aan de leiding had gereden.
| Pos | Coureur           | Merk       | Ronden | Tijd      | Punten |
| --- | ----------------- | ---------- | ------ | --------- | ------ |
| 1   | Ken Kavanagh      | Moto Guzzi | 20     | 1:13"36'2 | 8      |
| 2   | Bill Lomas        | Moto Guzzi | 20     | +0'2      | 6      |
| 3   | Dickie Dale       | Moto Guzzi | 20     | +0'5      | 4      |
| 4   | August Hobl       | DKW        |        |           | 3      |
| 5   | Karl Hoffmann     | DKW        |        |           | 2      |
| 6   | Hans Bartl        | DKW        |        |           | 1      |
| 7   | Hans Baltisberger | NSU        |        |           |        |
| 8   | Siegfried Wünsche | DKW        |        |           |        |
| 9   | Lo Simons         | AJS        |        |           |        |
| 10  | Heinz Kauert      | AJS        |        |           |        |

| Coureur         | Merk      | Oorzaak  |
| --------------- | --------- | -------- |
| Bob Brown       | Matchless | Staking  |
| Jack Ahearn     | Norton    | Staking  |
| Keith Campbell  | Norton    | Staking  |
| Bob Matthews    | Norton    | Staking  |
| Eric Houseley   | AJS       | Staking  |
| Peter Davey     | Norton    | Staking  |
| Phil Heath      | Norton    | Staking  |
| Rob Fitton      | Norton    | Staking  |
| Tony McAlpine   | Norton    | Staking  |
| Francis Flahaut | Norton    | Onbekend |
| Barry Stormont  | BSA       | Staking  |
| John Hempleman  | Norton    | Staking  |
| Peter Murphy    | AJS       | Staking  |

| Coureur           | Merk       |
| ----------------- | ---------- |
| Maurice Quincey   | Norton     |
| Auguste Goffin    | Norton     |
| Jacques Collot    | Norton     |
| Bob McIntyre      | Norton     |
| Cecil Sandford    | Moto Guzzi |
| John Hartle       | Norton     |
| John Surtees      | Norton     |
| Duilio Agostini   | Moto Guzzi |
| Enrico Lorenzetti | Moto Guzzi |
| Roberto Colombo   | Moto Guzzi |

### Top tien tussenstand 350cc-klasse
| Pos | Coureur                     | Merk       | Ptn |
| --- | --------------------------- | ---------- | --- |
| 1   | Bill Lomas (wereldkampioen) | Moto Guzzi | 30  |
| 2   | August Hobl                 | DKW        | 15  |
| 3   | Cecil Sandford              | Moto Guzzi | 10  |
| 3   | Dickie Dale                 | Moto Guzzi | 10  |
| 3   | Ken Kavanagh                | Moto Guzzi | 10  |
| 6   | Duilio Agostini             | Moto Guzzi | 8   |
| 7   | John Surtees                | Norton     | 7   |
| 8   | Bob McIntyre                | Norton     | 6   |
| 8   | Roberto Colombo             | Moto Guzzi | 6   |
| 10  | Keith Campbell              | Norton     | 4   |

## 250cc-klasse
De 250cc-race in Assen werd gewonnen door Bill Lomas, die echter tijdens het bijtanken zijn motor had laten draaien en daarom als tweede werd geklasseerd. Er werd echter beroep aangetekend, waardoor Lomas aanvankelijk door de sportcommissie van de KNMV toch tot winnaar werd verklaard. Hermann Paul Müller ging hiertegen in beroep bij de FIM, die Lomas ten slotte helemaal uit de uitslag schrapte. De overwinning ging nu naar zijn teamgenoot Luigi Taveri, voor Umberto Masetti en Hermann Paul Müller. 
| Pos | Coureur              | Merk       | Ronden | Tijd      | Punten |
| --- | -------------------- | ---------- | ------ | --------- | ------ |
| 1   | Luigi Taveri         | MV Agusta  | 17     | 1:04"22'4 | 8      |
| 2   | Umberto Masetti      | MV Agusta  | 17     | +41'2     | 6      |
| 3   | Hermann Paul Müller  | NSU        | 17     | +43'8     | 4      |
| 4   | Enrico Lorenzetti    | Moto Guzzi |        |           | 3      |
| 5   | Cecil Sandford       | Moto Guzzi |        |           | 2      |
| 6   | Arthur Wheeler       | Moto Guzzi |        |           | 1      |
| 7   | Günter Beer          | Adler      |        |           |        |
| 8   | Jack Forrest         | NSU        |        |           |        |
| 9   | Kurt Knopf           | NSU        |        |           |        |
| 10  | Piet Knijenburg      | NSU        |        |           |        |
| 11  | Karl-Julius Holthaus | NSU        |        |           |        |
| 12  | Lo Simons            | NSU        |        |           |        |
| 13  | Ludwig Malchus       | NSU        |        |           |        |

| Coureur    | Merk      | Oorzaak                    |
| ---------- | --------- | -------------------------- |
| Bill Lomas | MV Agusta | Tanken met draaiende motor |

| Coureur           | Merk          |
| ----------------- | ------------- |
| Hans Baltisberger | NSU           |
| Helmut Hallmeier  | NSU           |
| Wolfgang Brand    | NSU           |
| Bill Webster      | Velocette     |
| Dave Chadwick     | RDS-Velocette |
| John Surtees      | NSU           |
| Sammy Miller      | NSU           |

### Top tien tussenstand 250cc-klasse
| Pos | Coureur             | Merk          | Ptn |
| --- | ------------------- | ------------- | --- |
| 1   | Hermann Paul Müller | NSU           | 16  |
| 2   | Cecil Sandford      | Moto Guzzi    | 12  |
| 3   | Luigi Taveri        | MV Agusta     | 11  |
| 4   | Bill Lomas          | MV Agusta     | 8   |
| 5   | Wolfgang Brand      | NSU           | 6   |
| 5   | Arthur Wheeler      | Moto Guzzi    | 6   |
| 5   | Umberto Masetti     | MV Agusta     | 6   |
| 8   | Enrico Lorenzetti   | Moto Guzzi    | 3   |
| 9   | Dave Chadwick       | RDS-Velocette | 2   |
| 10  | Helmut Hallmeier    | NSU           | 1   |
| 10  | Bill Webster        | Velocette     | 1   |

## 125cc-klasse
Er was maar weinig spanning in de 125cc-race. Al na dertien ronden hadden de MV Agusta-fabrieksrijders Carlo Ubbiali en Remo Venturi het hele veld op een ronde gereden. Aanvankelijk had Luigi Taveri de leiding, maar hij kwam ten val waarbij hij zijn stroomlijnkuip beschadigde en moest opgeven. De overwinning van Ubbiali betekende dat hij onbereikbaar was geworden voor de concurrentie en wereldkampioen 125 cc was. 
| Pos | Coureur           | Merk      | Ronden | Tijd    | Punten |
| --- | ----------------- | --------- | ------ | ------- | ------ |
| 1   | Carlo Ubbiali     | MV Agusta | 14     | 57"17'2 | 8      |
| 2   | Remo Venturi      | MV Agusta | 14     | +0'2    | 6      |
| 3   | Rudolf Grimas     | Mondial   |        |         | 4      |
| 4   | Bill Webster      | MV Agusta |        |         | 3      |
| 5   | Willi Scheidhauer | MV Agusta |        |         | 2      |
| 6   | Erich Wünsche     | MV Agusta |        |         | 1      |
| 7   | Gerrit Dupont     | MV Agusta |        |         |        |
| 8   | Jasper Kaspers    | Sparta    |        |         |        |
| 9   | Bill Maddrick     | MV Agusta |        |         |        |
| 10  | Jan Muijlwijk     | DKW       |        |         |        |
| 11  | Jan Rietveld      | Eysink    |        |         |        |

| Coureur      | Merk      | Oorzaak   |
| ------------ | --------- | --------- |
| Luigi Taveri | MV Agusta | Valschade |

| Coureur               | Merk    | Oorzaak    |
| --------------------- | ------- | ---------- |
| Giuseppe Lattanzi (†) | Mondial | Overleden  |
| Romolo Ferri          | Mondial | Teambeleid |
| Tarquinio Provini     | Mondial | Teambeleid |

| Coureur             | Merk      |
| ------------------- | --------- |
| Erhart Krumpholz    | IFA       |
| August Hobl         | DKW       |
| Bernhard Petruschke | IFA       |
| Karl Lottes         | MV Agusta |
| Siegfried Wünsche   | DKW       |
| Marcello Cama       | Montesa   |
| Bill Lomas          | MV Agusta |
| Ross Porter         | MV Agusta |
| Angelo Copeta       | MV Agusta |
| Paolo Campanelli    | Mondial   |

### Top tien tussenstand 125cc-klasse
| Pos | Coureur                        | Merk      | Ptn     |
| --- | ------------------------------ | --------- | ------- |
| 1   | Carlo Ubbiali (wereldkampioen) | MV Agusta | 32 (36) |
| 2   | Luigi Taveri                   | MV Agusta | 26      |
| 3   | Giuseppe Lattanzi (†)          | Mondial   | 11      |
| 4   | Remo Venturi                   | MV Agusta | 10      |
| 5   | Romolo Ferri                   | Mondial   | 7       |
| 6   | Bill Webster                   | MV Agusta | 5       |
| 7   | Angelo Copeta                  | MV Agusta | 4       |
| 7   | Rudolf Grimas                  | Mondial   | 4       |
| 9   | Tarquinio Provini              | Mondial   | 3       |
| 9   | Bill Lomas                     | MV Agusta | 3       |
| 9   | Karl Lottes                    | MV Agusta | 3       |

(Punten tussen haakjes zijn inclusief streepresultaten)

## Zijspanklasse
Dankzij het nieuwe, bredere TT-circuit kon voor het eerst de zijspanklasse aantreden in Assen. Tot dat moment had BMW alle races gewonnen, maar nu gingen Cyril Smith/Stanley Dibben en Pip Harris/Ray Campbell als eersten aan de leiding, gevolgd door drie BMW-combinaties. Smith viel echter al vroeg in de race uit en Wilhelm Noll/Fritz Cron verdrongen Harris/Campbell van de eerste positie. Die laatsten vielen ook uit, maar Noll/Cron moesten uiteindelijk hun stalgenoten Willi Faust/Karl Remmert ook voorlaten waardoor ze de kans op de wereldtitel verspeelden. Faust en Remmert waren nu al wereldkampioen. 
| Pos | Coureur        | Bakkenist        | Merk   | Ronden | Tijd    | Punten |
| --- | -------------- | ---------------- | ------ | ------ | ------- | ------ |
| 1   | Willi Faust    | Karl Remmert     | BMW    | 14     | 55"41'1 | 8      |
| 2   | Wilhelm Noll   | Fritz Cron       | BMW    | 14     | +18'2   | 6      |
| 3   | Bob Mitchell   | Max George       | Norton | 14     | +1"31'0 | 4      |
| 4   | Jean Murit     | Francis Flahaut  | BMW    |        |         | 3      |
| 5   | Jacques Drion  | Inge Stoll       | Norton |        |         | 2      |
| 6   | Henk Steman    | Mappie de Haas   | BMW    |        |         | 1      |
| 7   | Roland Benz    | Jakob Kuchler    | Norton |        |         |        |
| 8   | Loni Neussner  | Onbekend         | Norton |        |         |        |
| 9   | Hans Haldemann | Herbert Läderach | Norton |        |         |        |

| Coureur     | Bakkenist      | Merk      | Oorzaak    |
| ----------- | -------------- | --------- | ---------- |
| Cyril Smith | Stanley Dibben | Norton    | Mechanisch |
| Pip Harris  | Ray Campbell   | Matchless | Mechanisch |

| Coureur           | Bakkenist                       | Merk   |
| ----------------- | ------------------------------- | ------ |
| Julien Deronne    | Bruno Leys                      | BMW    |
| Florian Camathias | Maurice Büla                    | BMW    |
| Fritz Seeber      | Franz Heiß                      | BMW    |
| Rudolf Koch       | Christian Wirth                 | BMW    |
| Walter Schneider  | Hans Strauß en Manfred Grunwald | BMW    |
| Bill Boddice      | William Storr                   | Norton |
| Eric Oliver       | Eric Bliss en Les Nutt          | Norton |
| Ernie Walker      | Dun Roberts                     | Norton |
| Frank Taylor      | Ron Taylor                      | Norton |
| Jackie Beeton     | Charles Billingham              | Norton |
| Ernesto Merlo     | Dino Magri                      | Gilera |

### Top tien tussenstand zijspanklasse
| Pos | Coureur                      | Bakkenist                       | Merk      | Ptn |
| --- | ---------------------------- | ------------------------------- | --------- | --- |
| 1   | Willi Faust (wereldkampioen) | Karl Remmert (wereldkampioen)   | BMW       | 30  |
| 2   | Wilhelm Noll                 | Fritz Cron                      | BMW       | 20  |
| 3   | Walter Schneider             | Hans Strauß en Manfred Grunwald | BMW       | 16  |
| 4   | Bill Boddice                 | William Storr                   | Norton    | 6   |
| 4   | Cyril Smith                  | Stanley Dibben                  | Norton    | 6   |
| 4   | Pip Harris                   | Ray Campbell                    | Matchless | 6   |
| 4   | Jacques Drion                | Inge Stoll-Laforge              | Norton    | 6   |
| 4   | Bob Mitchell                 | Max George                      | Norton    | 6   |
| 9   | Eric Oliver                  | Eric Bliss en Les Nutt          | Norton    | 4   |
| 9   | Jean Murit                   | Francis Flahaut                 | BMW       | 4   |

## Trivia

### Gemiste trainingen

#### MV Agusta
Voor MV Agusta zat de spanning al vóór de race, toen de vrachtauto met coureurs en machines in Duitsland bij een ongeval betrokken raakte. Uiteindelijk bereikte de zwaar beschadigde wagen het circuit, toen de eerste trainingen al voorbij waren.

#### Gilera
Ook de machines van Gilera arriveerden veel te laat op het circuit. De coureurs waren er, maar hadden niets vernomen van het team. Geoff Duke trainde toen maar door tijdens de pauzes met een auto het circuit te verkennen. 
1925 · 1926 · 1927 · 1928 · 1929 · 1930 · 1931 · 1932 · 1933 · 1934 · 1935 · 1936 · 1937 · 1938 · 1939 · 1940–1945 · 1946 · 1947 · 1948 · 1949 · 1950 · 1951 · 1952 · 1953 · 1954 · 1955 · 1956 · 1957 · 1958 · 1959 · 1960 · 1961 · 1962 · 1963 · 1964 · 1965 · 1966 · 1967 · 1968 · 1969 · 1970 · 1971 · 1972 · 1973 · 1974 · 1975 · 1976 · 1977 · 1978 · 1979 · 1980 · 1981 · 1982 · 1983 · 1984 · 1985 · 1986 · 1987 · 1988 · 1989 · 1990 · 1991 · 1992 · 1993 · 1994 · 1995 · 1996 · 1997 · 1998 · 1999 · 2000 · 2001 · 2002 · 2003 · 2004 · 2005 · 2006 · 2007 · 2008 · 2009 · 2010 · 2011 · 2012 · 2013 · 2014 · 2015 · 2016 · 2017 · 2018 · 2019 · 2021 · 2022 · 2023 · 2024 · 2025